# Престонице Црне Горе
Списак престоница Црне Горе:
- Бар
- Жабљак
- Цетиње
- Подгорица